# 宝岛社
宝岛社有限公司（日语：株式会社宝島社（たからじましゃ））为总部位于东京都千代田区的出版社。主要以面向年轻读者发行亚文化及时尚方面的杂志或导读指南而出名。

## 概述
宝岛社成立于1971年9月22日，社长为蓮見清一。早期业务为J.I.C.C.有限公司分包部分印刷业务（如公关杂志和地方政府地图等），直到1974年6月从晶文社获得《宝岛》月刊杂志的版权并从新复刊。并且将发行目标瞄准为年轻一代。
1975年3月由于政治问题将宝岛杂志分拆出新杂志《别册宝岛》来区分市场。1993年11月4日本社遭到火灾。
2000年旗下两本杂志《DOS/V USER》、被东京都认定为不健康书籍而被禁止发行，之后上诉撤销，2004年裁决败诉。

## 发行杂志

### 时尚杂志

#### 男性向
- Smart
- MEN'S ROSES（日语：MEN'S ROSES）

#### 女性向
- GLOW
- InRed
- Sweet（日语：Sweet_(雑誌)）
- SPRiNG
- Steady.（日语：Steady.）
- Mini（日语：Mini_(雑誌)）
- CUTiE（日语：CUTiE）

### 娱乐杂志
- 宝岛（日语：宝島 (雑誌)）
- MonoMax（日语：MonoMax）
- “这本真厉害！”系列评测导览
  - 這本推理小說真厲害！
  - 這本輕小說真厲害！
  - 這本WEB小說真厲害！
  - 這本漫畫真厲害！
  - 这部动画真厲害！
  - 这部电影真厉害！
- 周刊少年宝岛（日语：週刊少年宝島）
- CUTiE Comic（日语：CUTiE Comic）
- 红白机必胜手册（日语：ファミコン必勝本）
- BOOM

## 出版的杂志书
- 别册宝岛（日语：別冊宝島）
- 别册宝岛Real（日语：別冊宝島Real）

## 出版书籍
- 冒险小说（日语：アドベンチャーノベルス）：使用J.I.C.C.出版社的GameBook标志发行。
- VOW系列（日语：VOW）
- 宝岛社文库（日语：宝島社文庫）

## 评奖
- 「這本推理小說了不起！」大獎
- 「這本輕小說真厲害！」大奖（日语：『このライトノベルがすごい!』大賞）
- 「这部动画真厲害！」大奖
- 日本爱情故事大奖（日语：日本ラブストーリー大賞）

## 分公司
- 洋泉社（日语：洋泉社），主要分担不适合由宝岛社发行的发行业务。